# Йозеф Тайовський
Йозеф Тайовський (справжнє ім'я Йозеф Грегор) (словац. Jozef Tajovský; *17 жовтня 1874, Тайов, Австро-Угорщина — †20 травня 1940, Братислава) — словацький прозаїк, драматург, поет , публіцист, редактор, педагог, політик.
Зачинатель реалістичної драматургії в Словаччині.

## Біографія
Був найстаршою дитиною в багатодітній родині.
У 1889-1893 навчався в учительському інституті в Клашторі під Зньовом. Вчителював з 1893 по 1904. У 1898-1900 одночасно з педагогічною діяльністю навчався в Торговій академії в Празі. Потім був чиновником в Сільському Народному банку. Співпрацював з газетою «Ľudové noviny».
Під час навчання в Празі став членом спільноти DETVAN, спрямованої на відродження національної самосвідомості серед словацьких студентів. У 1890-ті зблизився з «гласизмом» — ліберальним рухом словацької інтелігенції, і чеськими реалістами.
Учасник Першої світової війни.
Був редактором чехословацької газети «Hlas», що видавалася в Києві. У 1919 повернувся на батьківщину.
Редагував журнал «Slovenské hlasy» (1920). Оселився в Братиславі, де став лідером і автором програми Словацької національної партії, керівником словацького відділення легіонерів. У 1925 був відправлений у відставку. У Братиславі жив і працював до самої смерті. Виступав противником словацького націоналізму і сепаратизму.
Член Асоціації словацьких художників і спільноти словацьких письменників.
Похований в рідному селі Тайов.

## Творчість
Друкуватися почав з 1896. Кращі твори Йозефа Тайовского, що знаменували новий етап у розвитку словацького реалізму, створені в період з кінця 1890-х до початку Першої світової війни.
У збірниках «Розповіді» (1900), «Сумні ноти» (1907), «З-під коси» (1910) автором показаний драматизм повсякденного існування «маленької людини» на рубежі XIX-XX століть. Автор далекий від традиційної ідеалізації селянства; його п'єси «Жіночий закон» (1900), «Гармидер» (1909) відображають типові колізії селянського життя.
Опублікував збірку оповідань «Картинки нові і старі» (1928), драму «Смерть Дюрка Лангсфельда» (1923) та інші твори, які значно поступаються довоєнній творчості.
Його п'єси і в даний час є основою репертуарів словацьких професійних театрів, в тому числі Словацького національного театру, ряду національних і зарубіжних аматорських театрів.

## Вибрані твори

### Драми
- 1896— Anička
- 1898— Sľuby
- 1898— Konačka
- 1898— Jej budúci
- 1899— Námluvy
- 1900 — Ženský zákon
- 1901 — Nový život
- 1903 — Medveď
- 1906 — Matka
- 1909 — Statky-zmätky
- 1911 — V službe
- 1911 — Hriech
- 1912 — Tma
- 1915 — Tragik z prinútenia
- 1915 — Jubileum
- 1922 — Sova Zuza
- 1923 — Smrť Ďurka Langsfelda
- 1930 — Jej prvý román
- 1934 — Blúznivci
- 1934/1935 — Sokolská rodina
- 1938 — Hrdina

### Проза
- 1893 — Na mylných cestách
- 1896 — Čarodejné drevo
- 1896 — Starého otca rozpomienky
- 1896/1900 — Rozprávky pre ľud
- 1897 — Ferko
- 1897 — Rozpomienka
- 1897 — Omrvinky
- 1897 — Z dediny
- 1898 — Jastraby
- 1900 — Rozprávky
- 1901 — Úžerník a iné články
- 1902 — Mládenci
- 1903 — Maco Mlieč
- 1903 — Apoliena
- 1904 — Nové časy
- 1904 — Besednice
- 1907 — Smutné nôty
- 1908 — Mamka Pôstková
- 1909 — Horký chlieb
- 1909 — Na chlieb
- 1909 — Mišo
- 1910 — Umrel Tomášik
- 1910 — Lacná kúpa a predsa draho padla!
- 1910 — Spod kosy
- 1911 — Tŕpky
- 1911 — Jano Mráz
- 1911 — Kosec Môcik
- 1912 — Slovenské obrázky
- 1914 — Výklad programu Slovenskej národnej strany
- 1918 — Malý slovenský zemepis, dielo napísané v ruskom zajatí
- 1919 — Prvý máj
- 1919 — Rozprávky z Ruska, próza s vojnovou tematikou
- 1920 — Na front a iné rozprávky
- 1920 — Rozprávky o československých légiách v Rusku

### Публіцистика
- 1914 — Výklad programu Slovenskej národnej strany
- 1917—1918 — Vojna a mier
- 1918—1919 — Malý kultúrny zemepis Slovenska 1 — 2
- 1919 — O samospráve Slovenska
- 1919 — Malý kultúrny zemepis východného Slovenska